# Flugplatz Obermehler-Schlotheim

i7
i11
i13
Der Verkehrslandeplatz Obermehler-Schlotheim (ICAO-Code: EDCO) liegt in der Nähe von Schlotheim und Obermehler im Unstrut-Hainich-Kreis in Thüringen. Er ist in den 1990er Jahren aus einem ehemaligen sowjetischen Militärflugplatz entstanden. Dabei wurden die Flugbetriebsflächen komplett neu angelegt.
Dank einer vorhandenen Anflugbefeuerung kann der Verkehrslandeplatz seit dem 1. Oktober 2010 rund um die Uhr, allerdings nur unter VFR-Bedingungen, angeflogen werden.

## Nutzung zu Zeiten der DDR
1957 wurde damit begonnen, Baracken und eine militärische Graslandebahn mit Rollwegen in einer Länge von ca. 2500 m zu bauen. Ab 1960 wurden Fallschirmjäger und quartalsweise Kampf-Jets des Typs MIG 15 und MIG 19, sowie ab 1966 auch Kampfhubschrauber stationiert. In dieser Zeit fanden auch Rundflüge mit der Antonow An-2 der ostdeutschen Lufthansa statt.
1991 wurden dann schließlich die sowjetischen Streitkräfte abgezogen.

## Nutzung nach der Wende

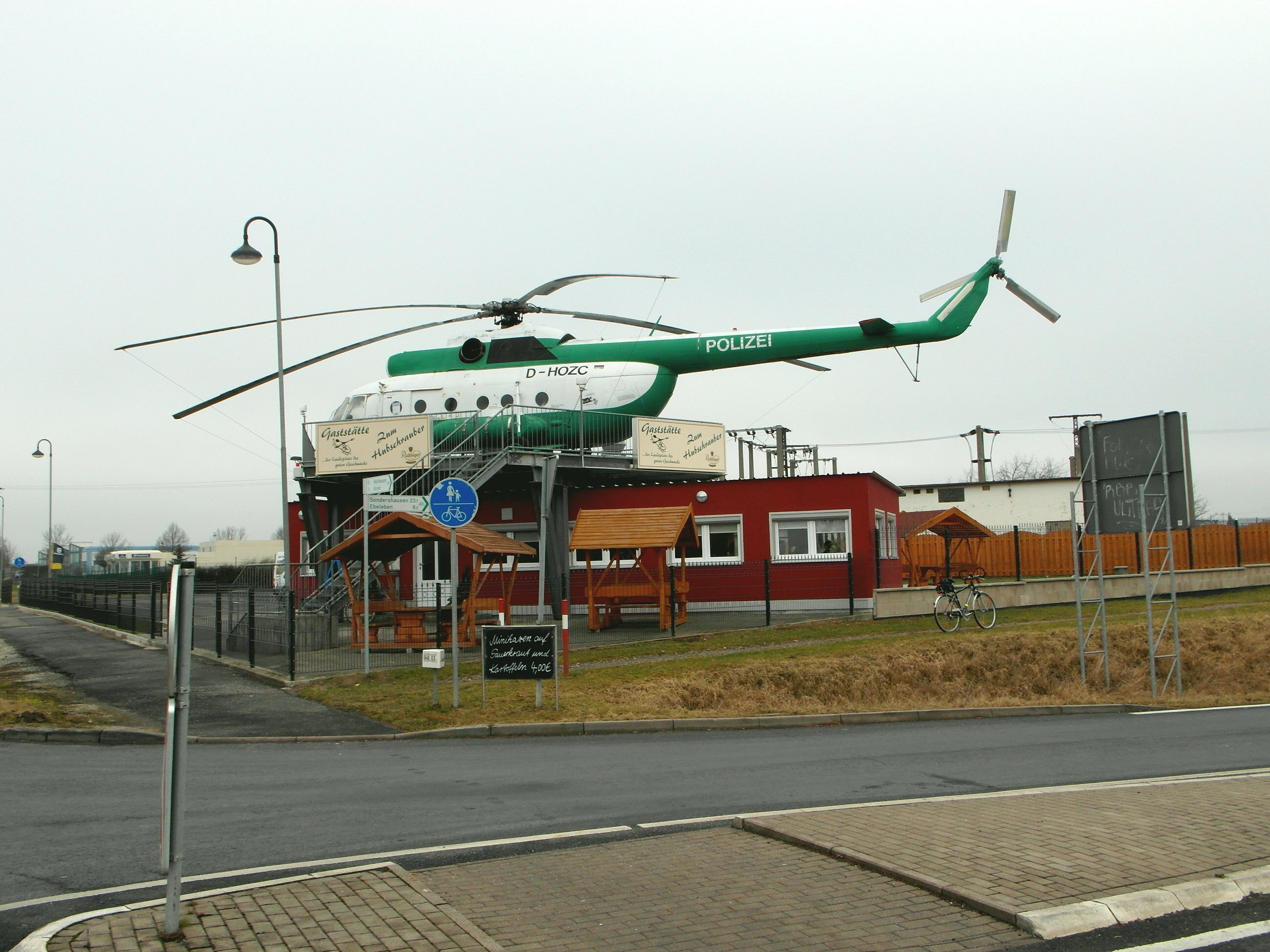
Flugplatz Obermehler und Unstrut-Werra-Radweg

1997 wurde der neue Verkehrslandeplatz feierlich eröffnet. In den folgenden Jahren wurde ein großzügiges Vorfeld durch gleichzeitige Versiegelung der Altlastverdachtsflächen fertiggestellt, sowie die ersten Hangars gebaut.
Am Platz befinden sich nun mehrere Flugschulen und Charterunternehmen.
Seit 2007 betreibt die Instruktoren-Börse auf der Vorfeldfläche des Flugplatzes einen Fahrtechnikanlage. Hier werden zertifizierte Fahrsicherheitstrainings aller Klassen durchgeführt.
Das Unternehmen unterhält weiterhin am Flugplatz eine Event-Halle und ein Offroad-Gelände.
Seit 2011 wird auf dem Flugplatz zudem das Metal-Festival Party.San abgehalten. Seit 2004 findet das BMW Syndikat Asphaltfieber, das größte Treffen für BMW- und MINI-fahrer der Welt, auf dem Flugplatz statt. Im Jahr 2014 mit über 10.000 Besuchern und mehr als 6500 Fahrzeugen.
Von 2014 bis 2017 hat dort auch das Sportfest Medimeisterschaften stattgefunden. Nachdem 2018 nach Cochstedt ausgewichen wurde, fand es ab 2019 wieder in Obermehler statt.